# Phryxe pygmaea
Phryxe pygmaea là một loài ruồi trong họ Tachinidae.